# El ángel callaba
El ángel callaba (en original Der Engel schwieg) es una novela del autor alemán Heinrich Böll, escrita en los años 1949-1950, y que fue publicada póstumamente en Colonia, en el año 1992, con motivo del 75.º aniversario del nacimiento del autor. 
Narra una historia de amor. El repatriado de guerra Hans Schnitzler encuentra a Regina Unger. La caridad es el segundo tema principal en esta novela. Elisabeth Gompertz, la rica y benevolente donante, puede enfrentarse al duro doctor Fischer. La ubicación de la acción es una ciudad en ruinas, que no se nombre, «pero que es inconfundible: Colonia».

## Argumento
8 de mayo de 1945: la ciudad natal de Hans Schnitzler, a orillas del río Rin, ha sido bombardeada por ataques aéreos. Hans ingresa con el uniforme de un sargento a un hospital vicenciano. Este miembro de la Wehrmacht está buscando a la señora Elisabeth Gompertz. Quiere contarle que fue su propio pueblo el que mató a su esposo. Hans era prisionero de la Wehrmacht e iba a ser fusilado por deserción. Entonces el sargento Willi Gompertz le permitió escapar, obligando a Hans a ponerse la chaqueta de su uniforme. Allí dispararon accidentalmente a Gompertz.
La señora Gompertz, que tiene problemas estomacales graves, ha sido dada de alta en el hospital y se encuentra en casa. El cirujano del hospital, Dr. Weiner, ayuda a Hans, antiguo miembro de la Wehrmacht, a obtener una nueva identidad. Hans simplemente se echa el abrigo de una tal Regina Unger sobre el delator uniforme. Regina también había sido dada de alta en el hospital después de dar a luz.
Hans visita a la señora Gompertz y le entrega a la enferma el testamento de su esposo. Willi Gompertz lega todos sus bienes a su esposa. Hans busca a Regina para entregarle el abrigo. El bebé de Regina ha muerto, víctima de los últimos disparos de la guerra. Hans le habla a Regina de su matrimonio, corto e infeliz; solo pudo pasar una noche con su esposa. La mujer murió en un viaje en tren durante un ataque aéreo. Regina no quiere estar sola. Hans puede esconderse con ella. Su situación es difícil. Al principio, no se atreve a salir de casa con documentos equivocados, ni solicita cupones de alimentos en la oficina de los residentes. Regina realiza las incursiones necesarias por la ciudad y le consigue a Hans documentos falsificados mejores de los que él tiene, en el mercado negro. Con esto consigue un certificado de empadronamiento y que le den cupones. Entonces Hans participa en la lucha por la supervivencia. Regularmente roba briquetas de los trenes de carga. Regina, sin embargo, hace incursiones más provechosas. 
La joven dona sangre para la hija enferma del Dr. Fischer y recibe la jugosa recompensa que da este coleccionista de arte. Fischer quiere obtener por cualquier medio el testamento de su cuñado Willi Gompertz para evitar que ella lo dedique a fines benéficos. Fischer y Elisabeth son concuñados, pues él alude al padre del finado Willi como «nuestro común suegro» en el capítulo X.
Hans y Regina quieren casarse por la iglesia y él va en busca de la señora Gompertz. Esta, sin embargo, ha fallecido, por su enfermedad estomacal. Hans pilla al Dr. Fischer rebuscando entre los objetos de ella, en busca del testamento. Fischer le arrebata el papel a la fuerza. 
Acaba la novela con el entierro de la señora Gompertz. Fischer le entrega el testamento al padre del difunto Willi, que ve en él un recuerdo del odio que su hijo lo profesaba. Gompertz padre rompe en pedazos el testamento.

## Estilo
Se cuenta alternativamente la historia de Hans y la del Dr. Fischer, predominando los pasajes protagonizados por Hans. Hans y Regina están abandonados y «apenas tienen vida». Hans envidia a los muertos por su descanso. Solo en el último tercio de la novela, después de que él y Regina se hayan confesado su amor, cobra vida.
Según Bellmann, Böll se vio influido por los textos de Léon Bloy Das Blut des Armen (La sangre del pobre) y Der undankbare Bettler (El mendigo desagradecido): Hans le pide pan a la monja en el hospital y al capellán en su antigua iglesia parroquial. Regina da su sangre a los ricos. La Sra. Gompertz escupe grandes cantidades de sangre en su última hora.
La imagen que da título a la obra es un gran ángel de mármol silencioso que aparece dos veces, tanto al principio (cuando Hans llega al hospital en busca de la señora Gompertz), como al final de la novela, en el entierro de ella. Al comienzo de la novela, el retornado mira a la plástica cara «con una extraña alegría», pero el ángel sonríe dolorosamente, como si anunciara que no hay hogar en esta historia. Hans y Regina se encuentran, pero el final de la novela no es nada reconfortante. El hombre sin escrúpulos y egoísta, Dr. Fischer, triunfa sobre la caridad, y acaba pateando al ángel caído sobre la tierra: Fischer y Gompertz padre se suben a la espalda del ángel, que se va hundiendo poco a poco en la tierra. »,

## Historia de la edición
Friedrich Middelhauve anunció la novela en Opladen para la primavera de 1951. En el anuncio de 1950 se describía como «una historia de amor, lineal y sobria, narrada con la austeridad de "la generación del regreso" que sabe que en este mundo no hay patrias». El 17 de agosto de 1950, Böll envió su trabajo a la editorial. Al final, parece que se rechazó por entender que los lectores, en aquel momento, ya no querían leer sobre la guerra o la inmediata posguerra. El contexto, ya, era otro. El 30 de julio de 1951, el autor recibió su manuscrito y usó partes de él para cuentos como, por ejemplo, «Die Liebesnacht» (Noche de amor), «Der Geschmack des Brotes» (El sabor del pan), «Besichtigung» (Inspección) o «Die Dachrinne» (El canalón). Böll toma algunos pasajes, a veces literalmente, en la novela de 1953 Y no dijo ni una palabra. En 1992 Annemarie, René, Vincent y Viktor Böll junto con Heinrich Vormweg publicaron la obra. Werner Bellmann y Beate Schnepp reconstruyeron el texto de la novela a partir de los materiales conservados en el legado, añadiéndole el pasaje de presentación que fue escrito por el autor con posterioridad (publicado por separado en 1951 en FAZ) y lo dieron a la imprenta.

## Valoración del autor
- El ángel callaba, escribió Böll en septiembre de 1949 a Paul Schaaf, es una «novela de la generación perdida.[13]
- Böll se resistía al término «realista».[14] Este resentimiento del autor es comprensible para el lector, si admira la magia inherente a la historia de amor narrada en la novela.
- Böll no quería ser encasillado como «escritor católico».[15] Hans, el protagonista, visita su antigua iglesia parroquial, incluso reza y se confiesa, pero al mismo tiempo Böll representa el otro lado de la iglesia en esta obra: el Dr. Fischer, el villano de la novela, está cerca de los círculos superiores de la iglesia.

## Recepción
- El narrador está decepcionado «después del nuevo comienzo perdido» tras la caída del Tercer Reich.[16]
- Schnepp[17] señala las características esenciales de la novela, que son válidas para los primeros trabajos de Böll. «Los héroes proceden… de las clases bajas… No tienen nada… y no luchan por la propiedad». Además, Böll muestra solidaridad «con las personas no privilegiadas».[18]

- Las figuras femeninas, es decir, Regina y Elisabeth, estaban «rodeadas por una corona de luz irreal».[19]
- Böll había diseñado diálogos sobre el tema de la caridad, sobre la pobreza y el dinero, pero luego los rechazó.[20]
- W. G. Sebald considera que la novela anula los «tabúes impuestos» y da una idea aproximada de «la profundidad del horror que amenazaba con apoderarse de cualquiera que realmente mirara alrededor de las ruinas». Por lo tanto, es obvio que «precisamente esta narrativa es la que parece estar marcada por unamelancolía incurable» la que no podía esperar el público contemporáneo.[21]